# Kopieniec (polana)
Kopieniec lub Polana pod Kopieńcem, dawniej nazywana też Skupniową Polaną – polana u południowo-wschodnich podnóży Wielkiego Kopieńca w polskich Tatrach Zachodnich. Położona jest na wysokości ok. 1220–1250 m n.p.m., na dość rozległym i płaskim siodle grzbietowym Przysłopu Olczyskiego i stokach opadających do Dolinki Chłabowskiej. Przez jej środek płynie w północnym kierunku okresowa struga Chłabowskiego Potoku. Dawniej polana wchodziła w skład Hali Kopieniec, była intensywnie użytkowana. Stały na niej liczne szałasy ustawione w klasycznej rzędówce, obecnie ostały się tylko nieliczne z nich. Połowa polany zawalona jest morenowymi głazami. Na części polany, która była koszona, głazy te uprzątnięto. Jest jedną z nielicznych tatrzańskich polan, na których utrzymał się jeszcze wypas, obecnie jest to tzw. wypas kulturowy. Wczesną wiosną na polanie masowo zakwitają krokusy.

## Szlaki turystyczne
z Toporowej Cyrhli przez Kopieniec Wielki i Dolinę Olczyską do Jaszczurówki. Na polanie Kopieniec szlak rozgałęzia się; jedna jego nitka prowadzi przez szczyt Kopieńca, druga omija go, prowadząc przez płaską polanę Kopieniec. Na Przysłopie Olczyskim obydwie nitki szlaku łączą się znowu.
- Czas przejścia z Toporowej Cyrhli na wierzchołek Kopieńca: 1:10 h, ↓ 1 h
- Czas przejścia z Kopieńca do Jaszczurówki: 1:20 h, ↑ 1:40 h.

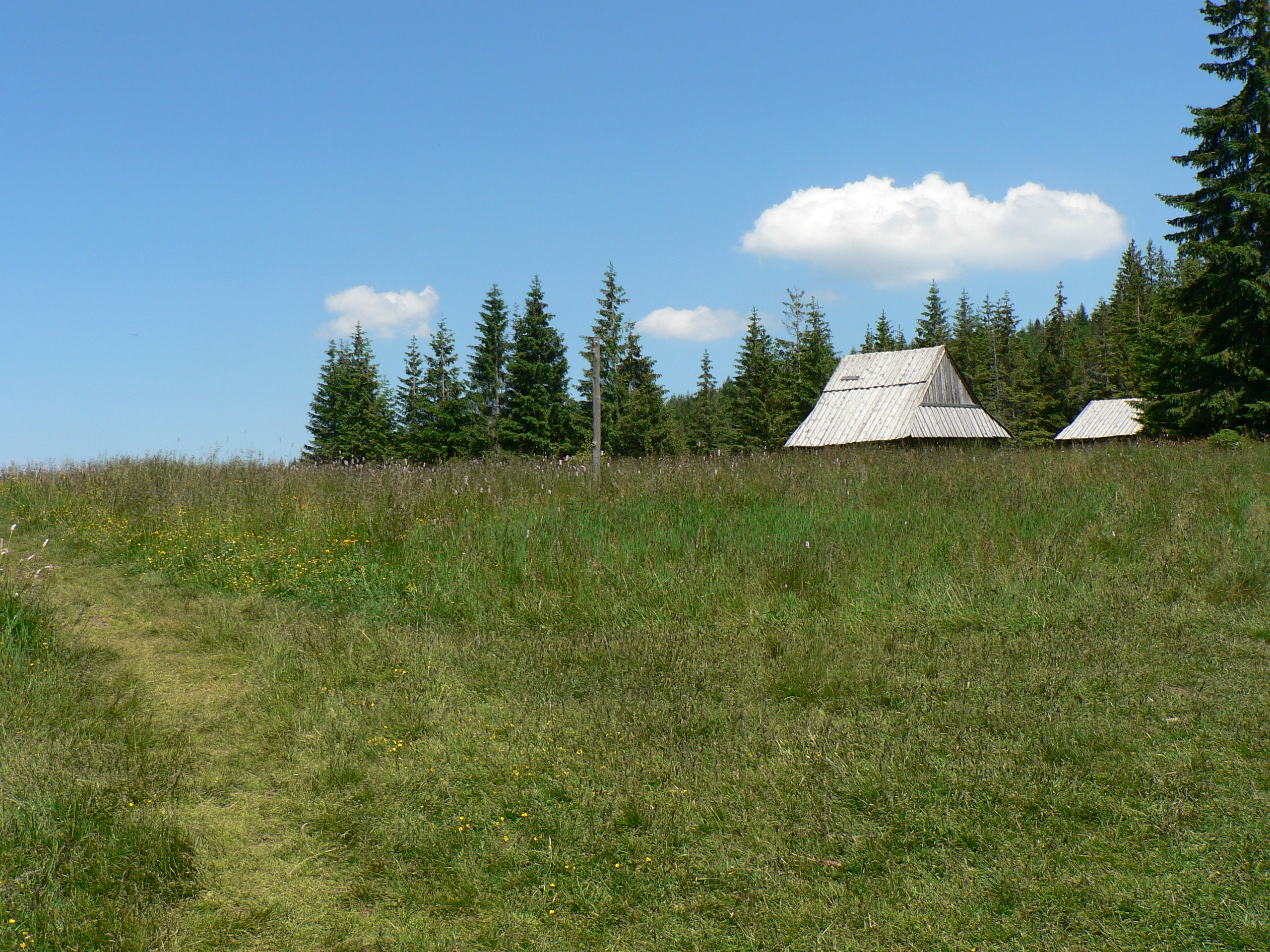
Południowy fragment polany Kopieniec
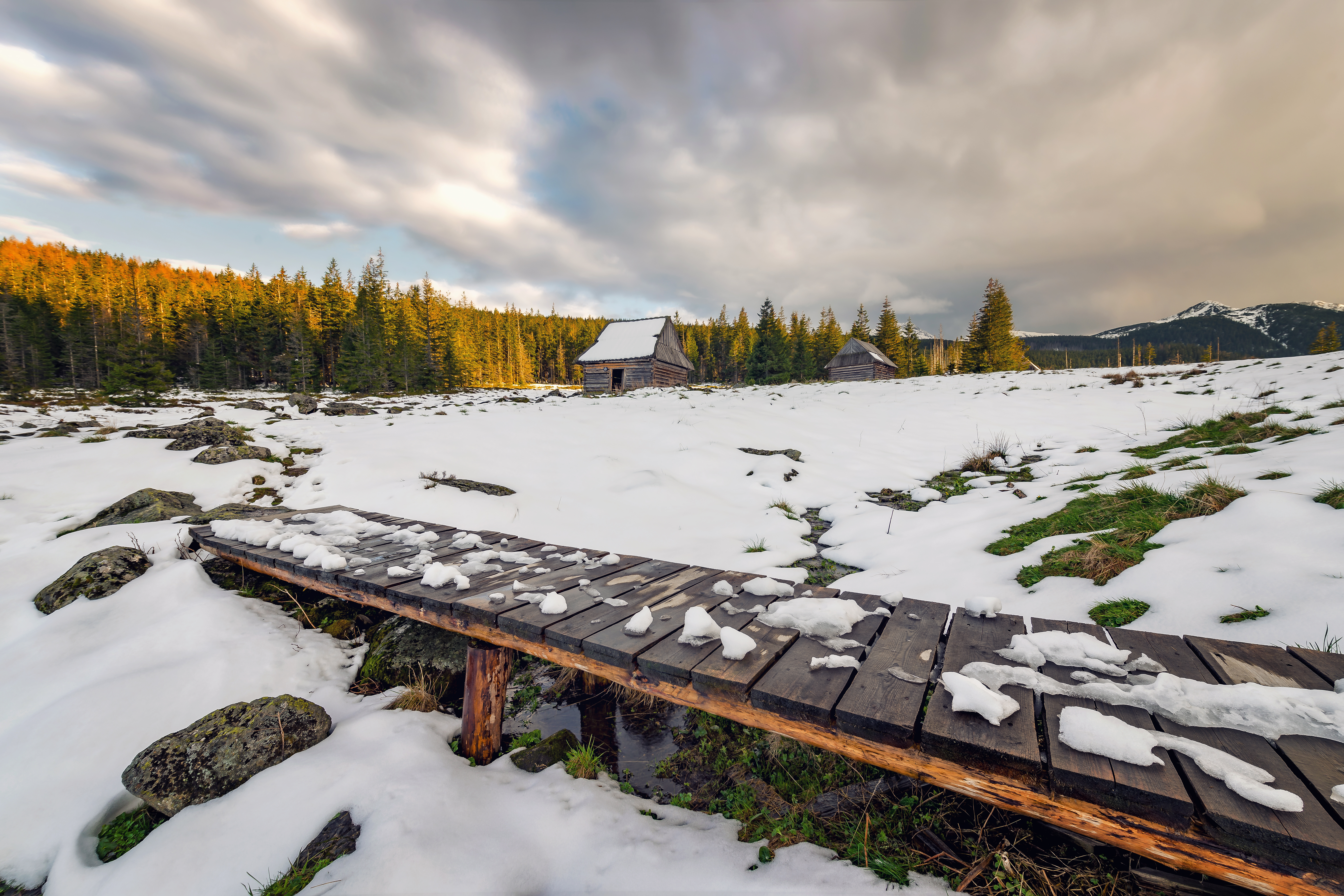
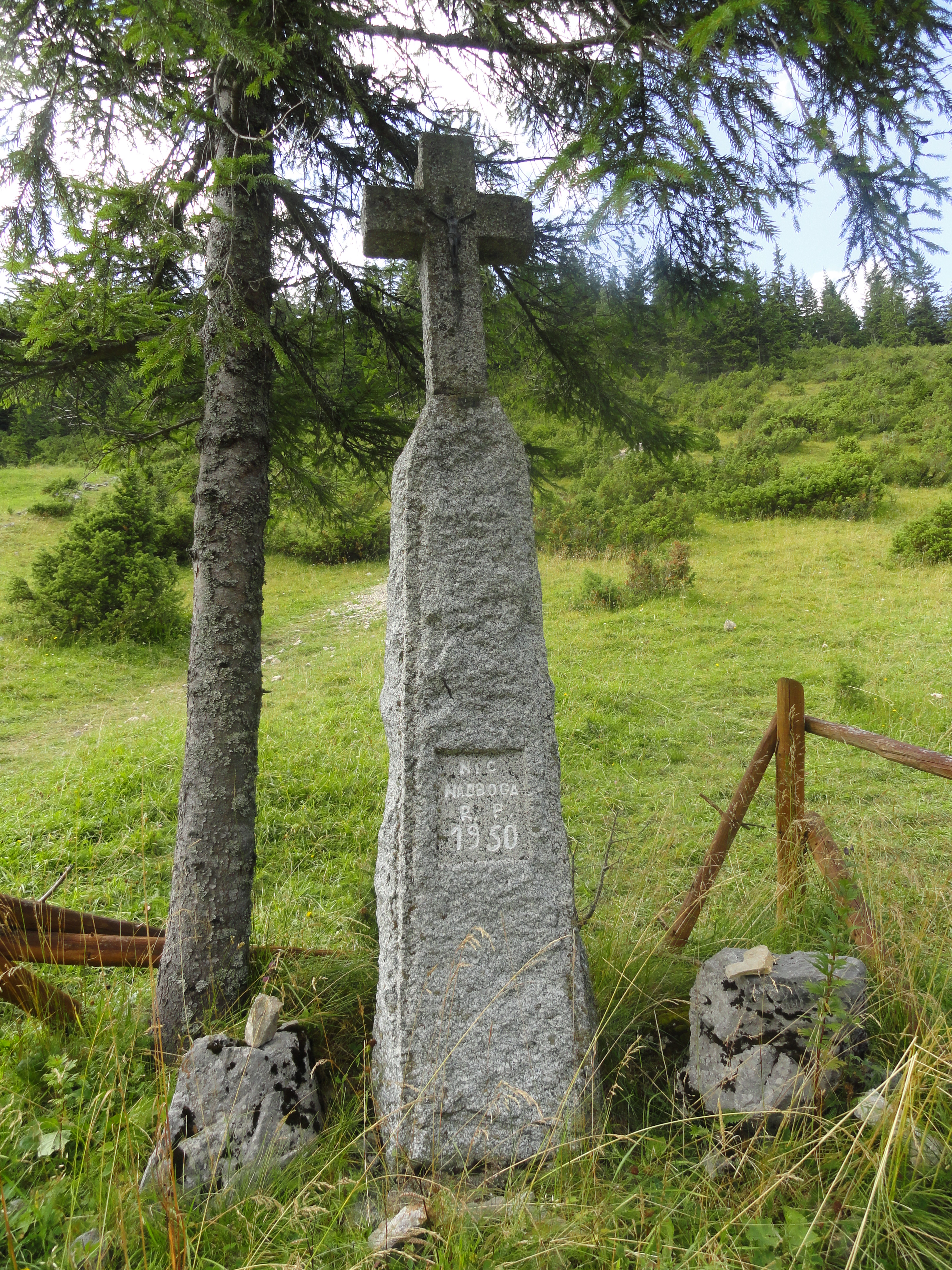